# Brachygrammatella nebulosa
Brachygrammatella nebulosa är en stekelart som beskrevs av Girault 1915. Brachygrammatella nebulosa ingår i släktet Brachygrammatella och familjen hårstrimsteklar. Inga underarter finns listade.